# 空间站
空间站（英語：Space Station）也作“太空站”，是一種長期在軌道上運行並可支持人類持續駐留的航天器，本質上是一種具備居住功能的人造衛星。其用途因計劃而異，主要作為研究站進行科學實驗，但亦曾用於軍事任務或商業活動（例如接待太空遊客）。
空间站是人類實現長期太空駐留的唯一平台。首個空间站是1971年發射的禮炮1號，它接待了聯盟11號乘組（該乘組在返回時因事故遇難）。此後，天空實驗室（1973年）和和平号空间站（1986-2001年）相繼投入運作，其中和平號實現了人類從1987年至2000年間的連續軌道駐留。2000年國際太空站開始運作後，人類在軌道的持續存在延續至今。
截至2024年，近地軌道上有兩座常駐人員的空间站：自2000年10月远征一号任務起持續運行的國際太空站，以及自2022年6月神舟十四號乘組進駐後正式運作的天宫空间站。單座空间站同時容納人數的最高紀錄為13人（2009年STS-127航天飛機任務與國際太空站對接期間達成）；而所有空间站合計人數的最高紀錄則在2023年5月30日創下，當時國際太空站有11人、天宫空间站有6人，共17人同時在軌。
現代空间站普遍採用模組化設計，配備多個對接端口以便通過增減模組來擴展功能，同時支持載人飛船或貨運飛船停靠以進行人員輪換與物資補給。雖然空间站通常不主動變更軌道，但仍裝有姿態控制推進器用於維持軌道高度。當前國際太空站計劃於2031年退役，而未來軌道設施將包括月球軌道平台-門戶（美國主導，計劃2024年啟動）和國際月球科研站（中俄合作項目，2021年簽署協議）。

## 历史

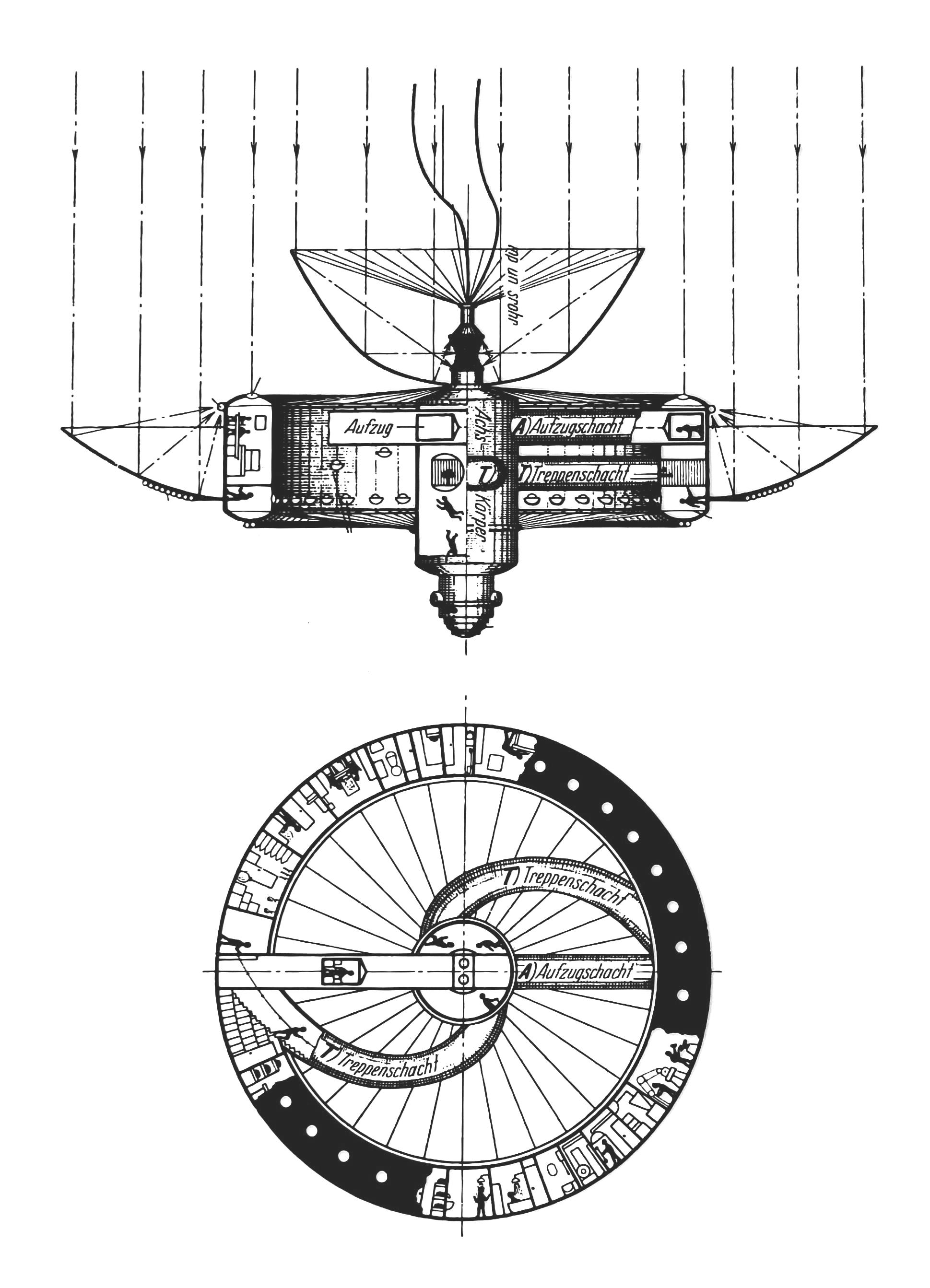
赫爾曼·波托奇尼克的1929年著作《太空旅行的问题》中的插图，描绘了旋輪太空站的概念。

空间站概念的提出可以追溯到1869年，当时艾德華·艾弗雷特·海爾为《大西洋月刊》撰写了一则关于“用砖搭建的月球”的文章。此后，康斯坦丁·齐奥尔科夫斯基和赫尔曼·奥伯特也对空间站进行过设想。1929年赫爾曼·波托奇尼克的著作《太空旅行的问题》（The Problem of Space Travel）出版并风靡了30多年。1951年沃纳·冯·布劳恩在《礦工周刊》中刊登了他带有环状结构的空间站设计。二战期间德国科学家曾研究过使用太阳能的轨道兵器，即所谓的“太阳炮”。按照设想，它将是运行在高度在5,100英里（8,200）的地球轨道的空间站的一部分。

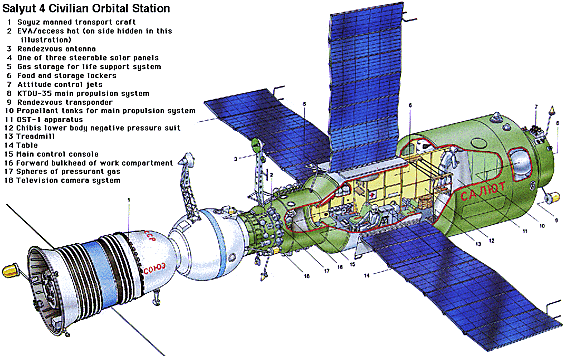
礼炮4号空间站结构图

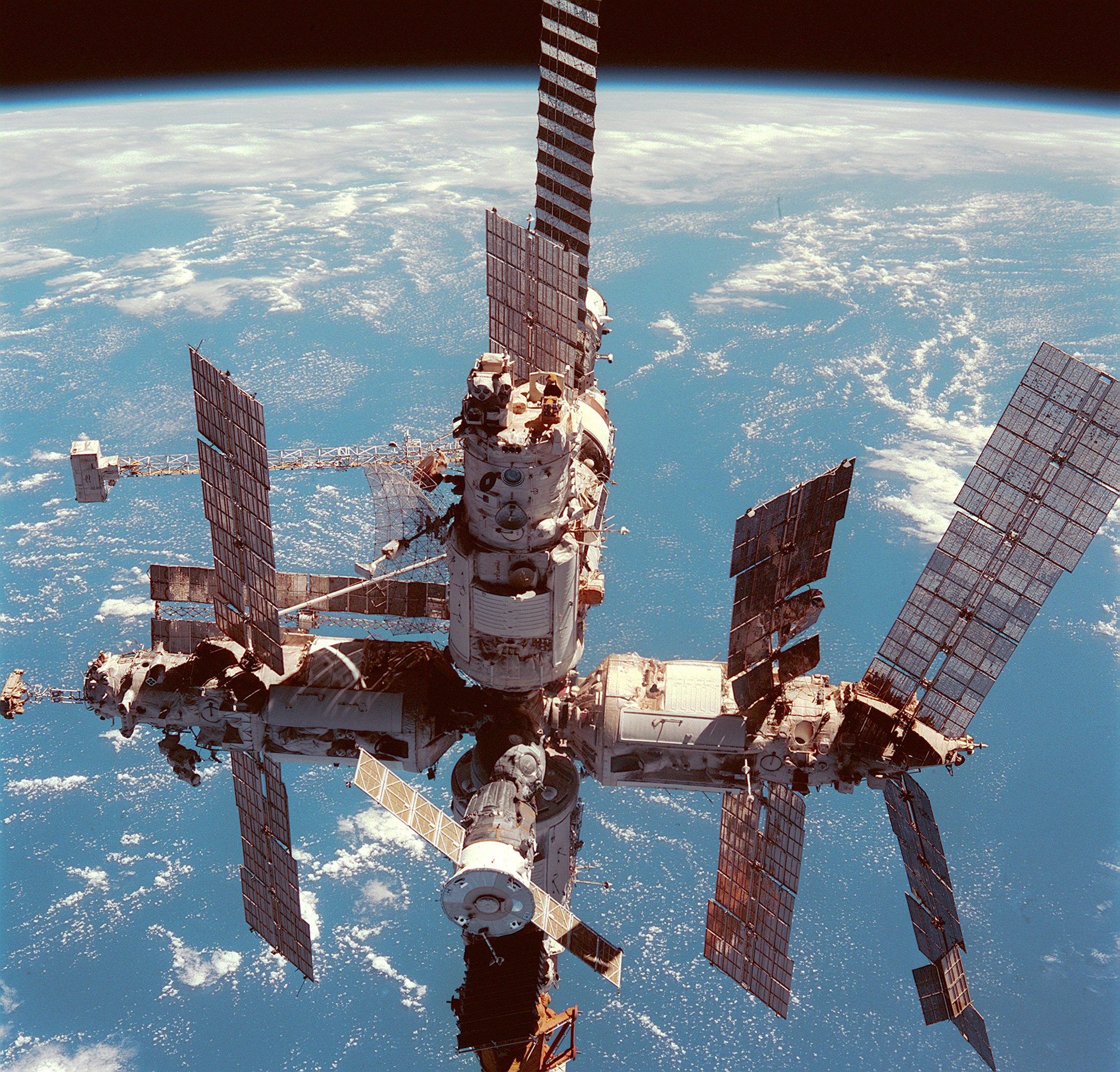
和平号空间站，拍摄于STS-91任务期间

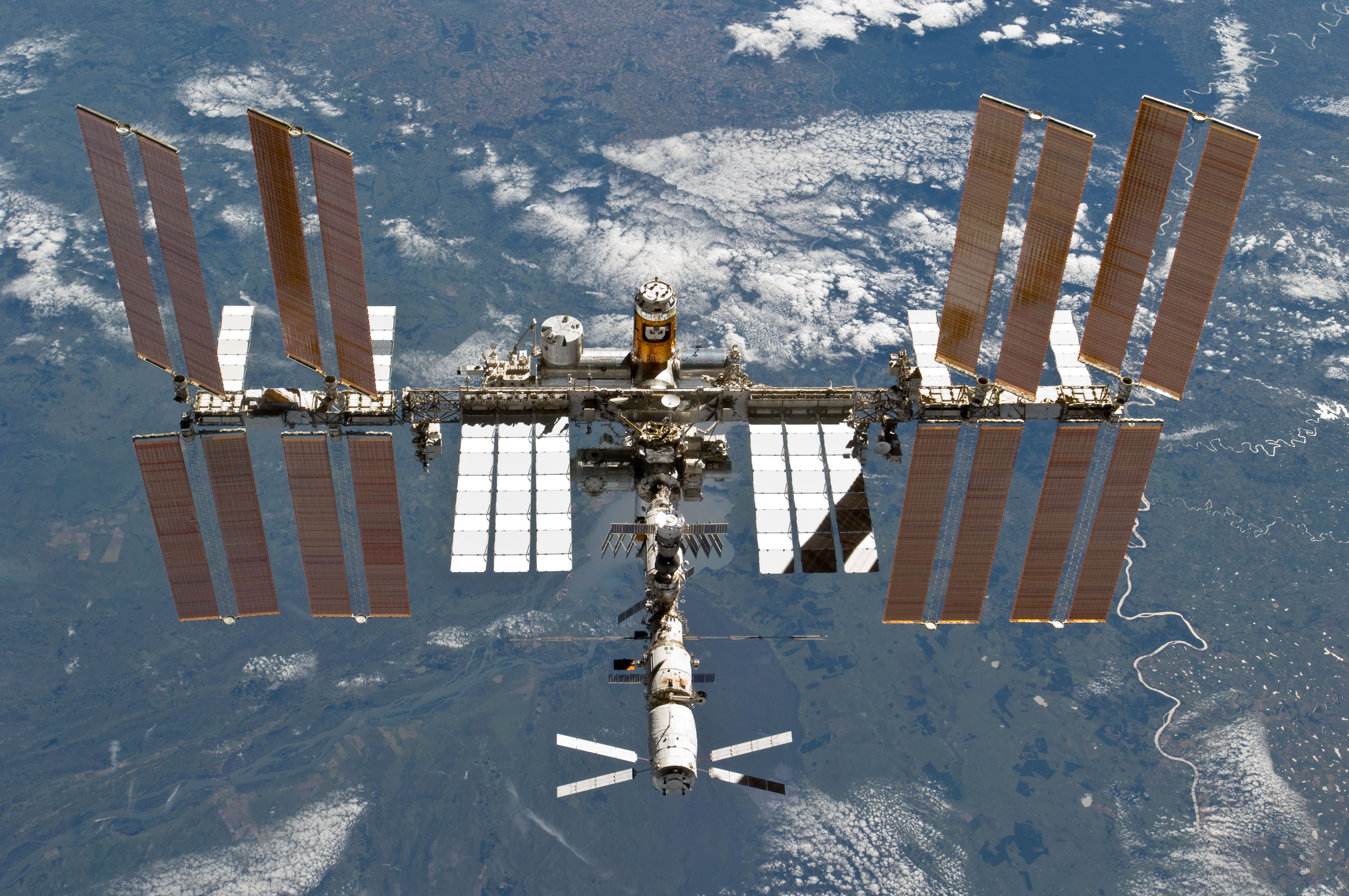
国际空间站，拍摄于STS-133任务发现号航天飞机

阿波罗11号飞船在1969年抢先登陆月球后，前苏联在与美国登月的太空竞赛中落败，因此转向了其他方向（如空间站）来展示他们的航天实力。礼炮一号于1971年成功发射升空，它是人类历史上首个空间站。但不幸的是三名宇航员在返回時因阀门故障造成座舱失压全部窒息死亡。美国聽聞風聲後亦紧随其后，在1973年也學著发射了空间站“天空实验室”，它携带了一系列的望远镜，科学家在上面做了许多关于医药、地质和天文等方面的科学实验。前苏联在1986年发射了模組化的“和平号”空间站，并在接下来的十年间不断对其进行扩充完善，服役至2001年。期间有包括美国在内的许多国家的航天员拜访过这个世界著名的空间站。1998年11月国际空间站的第一个部件曙光号功能货舱发射升空，随后陆续发射的模块对其逐渐进行扩充。它由多个国家分工建造、联合运用，成为国际合作进行太空开发的标志。自2000年11月之后，国际空间站上就保持至少三名乘员至今。

## 居住性
目前已有的太空站内部狭窄的密闭空间、高辐射和失重等问题让它们在可居住性上受到很大限制。在其中生活的太空人面临着身体不适、心理障碍和长期健康问题的挑战。拿辐射举例：地球的生物在范艾伦带以下生息，受到地球磁场的保护免受太阳风的伤害，但太空站的乘员则得不到地球磁场的庇护。而长期在失重环境下生活会让宇航员面临肌肉流失和骨钙质流失的问题。

## 构造
太空站是一个由许多相互关联的子系统构成的复杂系统，一个功能完备的空间站通常会具备以下的模块。
1. 主体结构
2. 电源供应系统
3. 温度控制系统
4. 姿势控制系统
5. 轨道操作和推进系统
6. 自动化和机器人系统
7. 计算机和通信系统
8. 环境与生命支持系统
9. 乘员生活设施
10. 乘员和货物运输系统

## 发展
空间站可分为以下几代：
- 第一代空间站：特点：单舱，一个对接口（礼炮1号、礼炮2号、礼炮3号、礼炮4号、礼炮5号、天空实验室、天宫一号、天宫二号）
- 第二代空间站：特点：单舱，两个对接口（礼炮6号、礼炮7号、天宫三号）
- 第三代空间站：特点：多舱，积木式结构（和平号空间站、天宫号空间站）
- 第四代空间站：特点：多舱，桁架式和积木式的“混血”结构（国际空间站）

## 列表
- 礼炮系列空间站（Salyut）（苏联，1971年-1986年）
  - 礼炮一号（1971年，1名乘员，1次失败对接）
  - DOS-2（1972年，无人，发射失败）
  - 礼炮二号/Almaz（1973年，无人，发射后不久失效）
  - 宇宙557号（1973年，无人，发射11天后再入大气层）
  - 礼炮三号/Almaz（1974年，1名乘员，1次失败对接）
  - 礼炮四号（1975年，2名乘员，1名预定乘员无法到达轨道）
  - 礼炮五号/Almaz（1976年-1977年，2名成员，1次失败对接）
  - 礼炮六号（1977年-1981年，16名乘员，其中5位长期停留，11位短期停留，1次失败对接）
  - 礼炮七号（1982年-1986年，10名乘员，其中6位长期停留，4位短期停留，1次失败对接）

礼炮系列空间站由苏联建造，其中礼炮一号是人类的第一个空间站。这个系列的空间站在1971年到1985年间服役，期间一共发射了1至7号，分为民用的DOS（Durable Orbital Station）型和军用的Almaz型[8]。礼炮2号、3号和5号空间站便属于军事用途的Almaz型[9]。
- 天空实验室空间站（Skylab）（美国，1973年-1974年，3名乘员）
天空实验室是美国的空间站计划，在1973年到1974年间一共进行了1至4号任务，除1号任务中发射的空间站核心部件外其余皆为往返于空间站的太空船任务。
- 和平号空间站（Mir）（前苏联/俄罗斯，1986年-2000年，28名乘员，全部长期停留）
和平号是前苏联设计建造的空间站，为上述礼炮计划的后继项目。它于1986年发射升空，并在接下来的十年间陆续追加了众多功能模块，一直被运用到2000年。苏联与美国在这里进行过宇航事业合作，许多不同国家的宇航员也曾到访和平号进行工作。它被废弃后于2001年受控再入大气层烧毁。原本为其后继项目和平号-2准备的星辰号服务舱随后被合并至国际空间站的项目中。
- 国际空间站（International Space Station, ISS）（美国/欧盟/日本/俄罗斯/加拿大，2000年-至今，2011年4月为止共有27名长期停留乘员）
国际空间站是由美国国家航空航天局（NASA）、俄罗斯联邦航天局（RFSA）、日本宇宙航空研究开发机构（JAXA）、加拿大太空局（CSA）和欧洲空间局（ESA）共同建造的空间站项目。它在1998年开始建造，各功能模块在其后被陆续送入轨道装配，目前它的建造还未完成。国际空间站是目前人类拥有过的规模最大的空间站。
- 天宮系列太空站
  - 天宫一号（Tiangong 1）（中国，2011年-2017年）
天宫一号目标飞行器是中国建造并发射运用的小型试验性空间站，它于2011年发射升空。天宫一号计划将与随后发射的神舟八号至十号飞船进行对接，成为中国第一个空间实验室。神舟八号已于2011年11月1日发射，并在11月3日和15日两次成功与天宫一号对接[10][11]。2012年6月18日中午，神舟九号携三名航天员和天宫一号对接成功，航天员成功进入到天宫一号内部。2013年6月13日13时18分，神舟十号携三名航天员再次和天空一号对接成功，航天员进入到天宫一号内部，将开展为期15天的在轨生活和科研活动。2013年6月20日10时，中国女航天员王亚平在天宫一号上进行了一次50分钟的太空授课。2016年3月21日，中国载人航天工程办公室宣告其完成任务。天宫一号已于2018年4月2日上午8時15分坠入大气层销毁。
  - 天宫二号（Tiangong 2）（中国，2016年9月15日-2019年7月19日）
天宫二号空间实验室是中国设计建造并发射运用的正式的中型空间站，它于2016年9月15日晚间发射升空。天宫二号与随后发射的神舟十一号飞船进行对接，成为中国第一个正式的空间实验室。神舟十一号于2016年10月中下旬发射，并与天宫二号对接。2018年9月15日完成在轨两年的任务目标，2019年7月19日21时06分，受控离轨再入大气层销毁，少量残骸落入南太平洋。
  - 天宫空间站（中国，2021年4月29日-至今）
中国设计建造的第三个、也是中国第一个第三代模块化空间站，核心舱段天和核心舱于2021年4月29日发射升空，并分别于2022年7月、10月分别发射了两个实验舱段（问天实验舱、梦天实验舱），目前“T”字基本构型已在轨组装完成[12]。神舟载人飞船与天舟货运飞船被用于运输航天员和货运补给，目前将继续进行空间站建造和开展太空实验工作。

| 空间站               | 空间站 | 乘员 上限 | 发射时间                         | 烧毁时间                   | 运作天数 | 运作天数 | 访问人次 | 访问次数 | 访问次数 | 质量                             | 加压舱 容积              |
| 名字                 | 图片   | 乘员 上限 | 发射时间                         | 烧毁时间                   | 在轨     | 有人     | 访问人次 | 载人     | 无人     | 质量                             | 加压舱 容积              |
| -------------------- | ------ | --------- | -------------------------------- | -------------------------- | -------- | -------- | -------- | -------- | -------- | -------------------------------- | ------------------------ |
| 礼炮一号             |        | 3         | 1971年4月19日 01:40:00 UTC       | 1971年10月11日             | 175      | 24       | 3        | 2        | 0        | 18,425（40,620磅）               | 90 m³ （3,180 ft³）      |
| DOS-2                |        | 0         | 1972年7月29日 入轨失败           | 1972年7月29日              | 0        | 0        | 0        | 0        | 0        | 18,000（40,000磅）               | 90 m³ （3,180 ft³）      |
| 礼炮二号 （Almaz 1） |        | 0         | 1973年4月4日                     | 1973年5月28日              | 54       | 0        | 0        | 0        | 0        | 18,500（40,800磅）               |                          |
| 宇宙557号            |        | 0         | 1973年5月11日                    | 1973年5月22日              | 11       | 0        | 0        | 0        | 0        | 19,400（42,800磅）               |                          |
| 天空实验室           |        | 3         | 1973年5月14日 17:30:00 UTC       | 1979年7月11日 16:37:00 UTC | 2,249    | 171      | 9        | 3        | 0        | 77,088（169,950磅）              | 283 m³ （10,000 ft³）    |
| 礼炮三号 （Almaz 2） |        | 2         | 1974年6月25日 22:38:00 UTC       | 1975年1月24日              | 213      | 15       | 2        | 1        | 0        | 18,900（41,700磅） （发射重量）  | 90 m³ （3,180 ft³）      |
| 礼炮四号             |        | 2         | 1974年12月26日 04:15:00 UTC      | 1977年2月3日               | 770      | 92       | 4        | 2        | 1        | 18,900（41,700磅） （发射重量）  | 90 m³ （3,180 ft³）      |
| 礼炮五号 （Almaz 3） |        | 2         | 1976年6月22日 18:04:00 UTC       | 1977年8月8日               | 412      | 67       | 4        | 2        | 0        | 19,000（42,000磅） （发射重量）  | 100 m³ （3,530 ft³）     |
| 礼炮六号             |        | 3         | 1977年9月29日 06:50:00 UTC       | 1982年7月29日              | 1,764    | 683      | 33       | 16       | 14       | 19,000（42,000磅）               | 90 m³ （3,180 ft³）      |
| 礼炮七号             |        | 3         | 1982年4月19日 19:45:00 UTC       | 1991年2月7日               | 3,216    | 816      | 26       | 12       | 15       | 19,000（42,000磅）               | 90 m³ （3,180 ft³）      |
| 和平号 /             |        | 3         | 1986年2月19日 21:28:23 UTC       | 2001年3月23日 05:50:00 UTC | 5,511    | 4,594    | 137      | 39       | 68       | 124,340（274,120磅）             | 350 m³（12,360 ft³）     |
| 国际空间站 /         |        | 6         | 1998年11月20日                   | 目前在轨                   | 9725     | 9014     | 230      | 88       | 94       | 417,289（919,965磅）             | 907 m³（32,030 ft³）     |
| 天宫一号             |        | 3         | 2011年9月29日 13:16:03.507 UTC   | 2018年4月2日               | 2377     | 22       | 6        | 2        | 1        | 8,506（18,753磅）                | 40.5 m3（1,430立方英尺） |
| 天宫二号             |        | 3         | 2016年9月15日 21:04:12.428 UTC+8 | 2019年7月19日              | 1037     | 29       | 2        | 1        | 1        | 8,506（18,753磅）                | 40.5 m3（1,430立方英尺） |
| 天宫空间站           |        | 6         | 2021年4月29日 11:23:15.613 UTC+8 | 目前在轨                   | 1529     | 1399     | 18       | 6        | 8        | 100,000（220,000磅）（最大构型） | 340 m3（12,000立方英尺） |

## 前景
目前为止的太空站皆属于公共组织所有，多用于科研用途，而现在有不少组织开始筹划商用的太空站项目，提供太空旅馆、可出租的实验室等服务。为了解决上述章节里提及的可居住性问题，研究人员提出了许多设想。辐射问题可以通过更厚的舱壁来提供更好的保护。空间不足问题可以通过建造空间更大的舱体改善。而针对失重问题，国际太空站原本预定会带有一个可以旋转的舱体，用离心力来制造人工重力，但这个计划最终被取消了。目前的太空站皆为刚体结构，笨重因而发射费用过于高昂，上述设想短期内都将无法实现。因此自2000年起NASA和毕格罗宇航等组织开始研究柔性舱壁的膨胀型舱体。俄罗斯正在推进的OPSEK项目将包含一个轨道组装厂，用来在轨道上建造那些若在地面建造发射会过大过重的部件。